# 토린 퍼거슨
토린 퍼거슨(영어: Torin Ferguson, 1985년 7월 29일 ~ )은 바하마의 축구 선수로 포지션은 골키퍼이다.